# Jasey-Jay Anderson
Jasey-Jay Anderson (* 13. April 1975 in Montreal) ist ein kanadischer Snowboarder.
Anderson begann seine internationale Karriere mit dem Start im Snowboard-Weltcup am 18. Dezember 1996 im Sun Peaks Resort, wo er im Riesenslalom mit dem dritten Platz erstmals aufs Podium fuhr. Anschließend startete er im Continentalcup, wo er mehrfach Rennen gewinnen konnte. Bei den Olympischen Winterspielen 1998 in Nagano fuhr Anderson im Riesenslalom auf den 16. Platz. Am 27. März 1998 gewann er bei den Kanadischen Meisterschaften erstmals den Meistertitel im Riesenslalom. Am 20. November 1998 konnte er in Tandadalen erstmals ein Weltcup-Rennen im Parallel-Riesenslalom gewinnen. Dies blieb jedoch für einige Jahre sein einziger Weltcup-Sieg. Bei der Snowboard-Weltmeisterschaft 1999 in Berchtesgaden fuhr er im Parallel-Riesenslalom auf den 11. Platz, im Riesenslalom auf den 12. Platz und erreichte im Parallelslalom den 25. Platz. Nach der Weltmeisterschaft erreichte er im Weltcup mehrfach Platzierungen auf dem Podium. Ein Jahr später gewann er bei den Kanadischen Meisterschaften, die in Okemo, Vereinigte Staaten ausgetragen wurden, erneut den Meistertitel im Riesenslalom. Im Snowboardcross und im Slalom scheiterte er nur knapp und gewann Silber. Nachdem er im Anschluss an die nationalen Meisterschaften mehrfach im Continentalcup siegen konnte, gelangen ihm auch im Weltcup mehrere Siege bei Snowboardcross- und Parallel-Riesenslalom-Rennen. Bei der Snowboard-Weltmeisterschaft 2001 in Madonna di Campiglio wurde er im Riesenslalom erstmals Weltmeister. Im gleichen Jahr gewann er erneut den Kanadischen Meistertitel im Snowboardcross. Ein Jahr später startete er bei den Olympischen Winterspielen 2002 in Salt Lake City und erreichte dort Platz 29 im Parallel-Riesenslalom. Bei den Nationalen Meisterschaften 2002 gewann er erstmals beide Titel im Riesenslalom und im Parallel-Riesenslalom. Auch ein Jahr später gelang ihm der Sieg im Riesenslalom.
Bei den Snowboard-Weltmeisterschaften 2005 in Whistler gewann Anderson im Parallel-Riesenslalom sowie im Parallel-Slalom die Goldmedaille. Im Snowboardcross erreichte er den zehnten Platz. In Turin konnte er bei den Olympischen Winterspielen 2006 den fünften Platz im Snowboardcross erreichen sowie den 20. Platz im Parallel-Riesenslalom. Bei den Snowboard-Weltmeisterschaften 2009 in Gangwon wiederholte er seinen Erfolg von 2005 und gewann erneut den Weltmeistertitel im Parallel-Riesenslalom. Ein Jahr später bei den Olympischen Winterspielen 2010 gewann er zum Ende seiner Karriere erstmals Gold im Parallel-Riesenslalom. Kurz nach den Spielen beendete er mit dem erneuten Gewinn der Kanadischen Meisterschaften zunächst seine aktive Karriere. Seit dem Winter 2011/12 nimmt er wieder an Wettkämpfen teil. Beim Parallel-Riesenslalom der Olympischen Winterspiele 2014 belegte er den 14. Rang und im Parallelslalom den 15. Platz und bei den Olympischen Winterspielen 2018 in Pyeongchang den 24. Platz im Parallel-Riesenslalom. Bei den Snowboard-Weltmeisterschaften 2015 errang er den 24. Platz im Parallelslalom und den fünften Platz im Parallel-Riesenslalom und bei den Snowboard-Weltmeisterschaften 2017 den 42. Platz im Parallelslalom und den siebten Platz im Parallel-Riesenslalom. Im Januar 2018 holte er im Parallel-Riesenslalom in Bansko seinen 28. Weltcupsieg.
Anderson lebt heute in Mont Tremblant, ist verheiratet und hat zwei Kinder.